# Figueira de Lorvão
Figueira de Lorvão is een plaats (freguesia) in de Portugese gemeente Penacova en telt 2840 inwoners (2001).